# Fire & Ice: The Dragon Chronicles
Fire & Ice: The Dragon Chronicles ist ein US-amerikanischer/rumänischer Fantasy-Film aus dem Jahr 2008. Regie führte Jean C. Comar, der besser bekannt unter seinem Pseudonym Pitof ist.

## Handlung
Das Königreich Carpia, regiert vom gerechten und fürsorglichen König Augustin, ist in Aufruhr. Ein Feuerdrache bedroht das Königreich und verwandelt die Dörfer und Städte in Schutt und Asche. Augustin weiß weder ein noch aus. Sein zwielichtiger Berater Paxian Pu versucht ihn zu einem Handel mit dem bösen König Quilok zu überreden. Dies würde den Verlust des Königreichs bedeuten. Augustins Tochter, die mutige Prinzessin Luisa, die lieber Reithosen als festliche Kleider trägt, macht sich auf die Suche nach einem legendären Drachentöter, der bei Quilok in Ungnade gefallen war und nun im Exil lebt.
Im Wald trifft sie auf Sangimel, der sie vor den Waldmenschen rettet. Sangimel ist ein loyaler Freund von Gabriel, dem Sohn des Drachentöters, und ein genialer Erfinder. Sangimel und Luisa überreden Gabriel, nach Carpia zu kommen und mit dem König zu sprechen. Obwohl dieser nichts von dem Handel wusste, lenkt er nach kurzer Zeit ein. Mit Hilfe eines von Sangimel entwickelten Pfeils kann Gabriel den Drachen in die Flucht schlagen. Um das Königreich zu schützen, machen sich Gabriel und Luisa auf, um das Drachenei aus dem Schloss von Quilok zu stehlen. Sangimel versucht derweil den Eisdrachen zu befreien. Sie schaffen es so, die beiden Drachen aufeinanderzuhetzen, allerdings gelingt nicht alles nach Plan: Sangimel verliert auf der Flucht vor den beiden Drachen das Leben. Als der König erfährt, dass sein Berater Paxian Pu ein Verräter ist, stellt er sich diesem und wird hinterrücks ermordet. Der Eisdrache besiegt schließlich den Feuerdrachen, doch dieser bedroht nun beide Königreiche.
Gabriel hat einen Plan und wird nun von einem alten Getreuen seines Vaters unterstützt, der die Seiten wechselte, als er vom Verrat des Königs an seinem früheren Befehlshaber erfährt. Gabriel lockt den Eisdrachen in eine Salzhöhle und begräbt den Drachen dort. In der Zwischenzeit tötet Königin Remini Quilok, der sie zu bedrängen versuchte. Nun fallen ihr beide Königreiche zu und sie regiert sie im Sinne ihres verstorbenen Ehemannes weiter. Zwischen ihrer Tochter Luisa und Gabriel bahnt sich eine Liebesgeschichte an.

## Hintergrund
MediaPro Pictures, Rumäniens größtes Filmstudio, produzierte den Film 2008 in Zusammenarbeit mit dem US-amerikanischen Fernsehsender SciFi Channel. Der gesamte Film wurde in Rumänien gedreht, unter anderem in den MediaPro Studios in Bukarest, die Außenaufnahmen fanden in Călugăreni statt. Die Weltpremiere fand am 18. September 2009 in den USA statt, in Rumänien wurde der Film am 18. Januar 2009 uraufgeführt. Der Film kostete 3 Millionen US-Dollar und war damit die bis dato teuerste rumänische Produktion. Die weltweiten Rechte besitzt Voltage Pictures, die erstes Material vom Film auf den Filmfestspielen von Cannes 2008 vorführten.
Splendid veröffentlichte den Film im April 2009 in Deutschland als Kooperation mit Nuclear Blast, als Bonus sind der DVD und der Blu-ray Disc daher Musikvideos von Avantasia, Epica, Nightwish, Sirenia und Subway to Sally beigefügt, die mit dem Film nichts zu tun haben. Obwohl der Film eine FSK-Freigabe ab 12 Jahren erhielt, sind die DVDs wegen der Musikclips erst ab 16 Jahren freigegeben.

## Kritiken
Der Film wurde überwiegend als Mittelmaß bezeichnet und sticht an keiner Stelle hervor, was vor allem an der recht simplen, klischeehaften und durchschaubaren Handlung liegt. Der normalerweise nur unter seinem Pseudonym Pitof agierende Regisseur ließ sich in den Credits unter seinem bürgerlichen Namen Jean C. Comar aufführen, um seine „Marke“ zu sichern. Der Film gilt neben Catwoman als sein schlechtestes Werk.